# 迷途知返
《迷途知返》是一部2013年的美國電影，由奈特·法松與吉姆·羅許執導兼編劇，史提夫·卡爾、東妮·克莉蒂、艾莉森·珍妮、安娜蘇菲亞·羅伯、山姆·洛克威爾、瑪雅·魯道夫、羅伯·考德瑞、阿曼達·皮特、利安·詹姆斯主演。

## 劇情
14歲少年鄧肯和母親潘，以及她的霸道男友川特與女兒史黛一起度過尷尬、好笑、時而痛苦的暑假。鄧肯雖難以融入群體，卻交到一個意想不到的好友歐文，並跟著他在當地水上樂園工作。即便鄧肯的母親在這個暑假與他漸行漸遠，他仍在歐文的鼓勵下，漸漸敞開自己的心胸..。

## 演員
- 史提夫·卡爾 飾 川特·拉姆塞（Trent Ramsey）
- 東妮·克莉蒂 飾 潘（Pam）
- 艾莉森·珍妮 飾 貝蒂·湯普森（Betty Thompson）
- 安娜蘇菲亞·羅伯 飾 蘇珊娜·湯普森（Susanna Thompson）
- 山姆·洛克威爾 飾 歐文（Owen）
- 瑪雅·魯道夫 飾 凱特琳（Caitlin）
- 羅伯·考德瑞 飾 基普（Kip）
- 阿曼達·皮特 飾 瓊（Joan）
- 利安·詹姆斯 飾 鄧肯（Duncan）
- 佐伊·萊文（英语：Zoe Levin） 飾 史黛（Steph）

## 反響

### 票房
電影在2013年聖丹斯電影節上首映。電影成為當年聖丹斯電影節上票房收入最高的電影之一，表現優於上一年的知名作品和奧斯卡提名電影。該影片於2013年7月5日在19家影院上映，並超出了票房預期。在2013年7月15日，該電影被添加到另外60家劇院，票房收入為1,110,000美元。電影最終在北美獲得21,506,546美元，在其他地區獲得4,968,374美元，總計26,474,920美元。

## 外部連結
- 開眼電影網上《三分男孩》的資料（繁體中文）
- 豆瓣电影上《迷途知返》的資料 （简体中文）
- 时光网上《迷途知返》的資料（简体中文）
- AllMovie上的资料（英文）
- 爛番茄上的資料（英文）
- Box Office Mojo上的資料（英文）
- TCM电影资料库上的资料（英文）
- Metacritic上的資料（英文）
- 互联网电影数据库（IMDb）上的资料（英文）